# Терпстра, Николас
Николас Терпстра (Nicholas Terpstra; род. 1956) — канадский ренессансовед, специалист по раннесовременной Италии и Европе, социальной и политической истории. Доктор философии (1989) и профессор Торонтского университета, где преподает с 1998 года, член Канадского королевского общества (2014). Отмечен Gordan Book Prize RSA и Marraro Prize AHA (2014). Президент Renaissance Society of America (RSA) (вице-президент с 2020).
Степени бакалавра с отличием (1980) и магистра (1983) получил в университете Макмастера. Степень доктора философии получил в Торонтском университете.
Редактор Renaissance Quarterly (в 2012-17).
Автор книг Lost Girls: Sex & Death in Renaissance Florence (2010), Cultures of Charity: Women, Politics, and the Reform of Poor Relief in Renaissance Italy (2013), Religious Refugees of the Early Modern World (Cambridge: Cambridge University Press, 2015. 348 pp.) {Рец.: , , , }, Mapping Space, Sense, and Movement in Florence (2016).